# Phanerotoma nathani
Phanerotoma nathani är en stekelart som beskrevs av Herbert Zettel 1990. Phanerotoma nathani ingår i släktet Phanerotoma och familjen bracksteklar. Inga underarter finns listade i Catalogue of Life.